# 京王デハ1750形電車
京王デハ1750形電車（けいおうデハ1750がたでんしゃ）は、京王帝都電鉄（現・京王電鉄）が1949年に導入し、同社井の頭線で運用された電車である。

## 沿革
東芝が同社府中工場（東芝車輌、現・東芝府中事業所）の従業員輸送に使用した車両を、京王帝都電鉄が輸送力増強目的で1949年に購入したものである。東芝が保有していた当時は無車籍・無番号のまま運用されていたが、京王帝都電鉄における導入に際してデハ1750形1751の形式および記号番号が付与された。

元は1944年に日本鉄道自動車工業（現・東洋工機）が製造したもので、同形車両として名古屋鉄道モ770形と富山地方鉄道モハ7510形の存在が知られている。このうち、名鉄モ770形は竹鼻鉄道発注車の名鉄編入車であるが、東美鉄道に同形車導入の計画があり、本来はこれも名鉄に継承される予定であったが現車は竣功せずに終わった。この東美鉄道発注分の車両が注文流れとなった末に東芝へ転売され、後に本形式となった可能性が指摘されている。
車体長15 m級の半鋼製車体を備え、前面は非貫通構造、側面の窓配置はd2D7D2dの片開き2扉仕様で、1948年6月の京王帝都電鉄発足以降に導入された車両としては唯一の2扉車である。
1952年の井の頭線車両を対象とした一斉改番に際してデハ1660形1661に改番されたが、1形式1両かつ同線他車に比べ車体が短い2扉車であるため扱いが異なることから、1957年に荷物電車に改造され、デニ100形101となった。この時、塗装はえんじ色に白帯の京王荷物車色となった。
1971年に廃車となり、解体された。

## 基本データ
- 形式：デハ1750
- 自重：32.5 t
- 定員：100名
- 全長：15,850 mm
- 製造初年度：1944年
- 製造所：日本鉄道自動車工業